# Emilio Sánchez
Emilio Sánchez (Madrid, 29 de Maio de 1965) é um ex-tenista profissional espanhol. Foi número 1 em duplas.

## Grand Slam Finais

### Duplas (3 títulos)
| Ano  | Torneio       | Parceiro     | Oponentes                     | Placar             |
| 1988 | Roland Garros | Andrés Gómez | John Fitzgerald Anders Järryd | 6-3 6-7(8) 6-4 6-3 |
| 1988 | US Open       | Sergio Casal | Rick Leach Jim Pugh           | ret.               |
| 1990 | Roland Garros | Sergio Casal | Goran Ivanišević Petr Korda   | 6-0 7-6(2)         |

### Duplas (1 vice)
| Ano  | Torneio   | Parceiro     | Oponentes               | Placar                    |
| 1987 | Wimbledon | Sergio Casal | Ken Flach Robert Seguso | 6-3 7-6(6) 6-7(3) 1-6 4-6 |

### Duplas Mistas (2 títulos)
| Ano  | Torneio       | Parceiro            | Oponentes                    | Placar      |
| 1987 | Roland Garros | Pam Shriver         | Lori McNeil Sherwood Stewart | 6-3 7-6(4)  |
| 1987 | US Open       | Martina Navratilova | Betsy Nagelsen Paul Annacone | 6-4 6-7 7-6 |